# Zespół wielu złożonych zaburzeń rozwojowych
Zespół wielu złożonych zaburzeń rozwojowych (ang. Multiple-complex Developmental Disorder, McDD) – zaburzenie rozwoju należące do spektrum autyzmu i spektrum schizofrenii, charakteryzujące się wczesnym początkiem (niekiedy w pierwszych latach życia). Powoduje charakterystyczne dla zaburzeń związanych z autyzmem trudności w komunikacji i kontaktach społecznych oraz poważne zaburzenia emocji z nieprawidłowościami w myśleniu. Ma niekorzystny wpływ na inteligencję.
Problemy osób z tym zaburzeniem wynikają przede wszystkim z braku kontroli nad emocjami i nadmiernej wyobraźni (w przeciwieństwie do autyzmu), która wywołuje przerażające lęki oraz trudności z odróżnieniem fikcji od rzeczywistości (mogą doprowadzać nawet do stanów psychotycznych). Ludzie ci mogą mieć zarówno nadmierną chęć posiadania kontaktów z innymi, jak i też być niezwykle wycofani. W kontaktach tych często brakuje właściwej empatii. 
Zaburzenie to bywa niekiedy nazywane „zaburzeniem z pogranicza w dzieciństwie”, chociaż poziom funkcjonowania tych osób w dorosłym życiu często bywa bardzo niski – niższy od ludzi z łagodnym autyzmem. Osoby z McDD mają kilkunastokrotnie większe ryzyko wystąpienia schizofrenii, zaburzeń schizoidalnych i schizotypowych.

## Kryteria diagnostyczne
A. Zaburzenia regulacji emocji (afektywne) – co najmniej 2 z poniższych:
1. Objawy depresyjne (np. stały obniżony nastrój, uczucie smutku lub pustki, myśli o śmierci, niewielkie zainteresowanie przyjemnościami i aktywnością, stałe znużenie, uczucie bycia niepotrzebnym, poczucie winy).
2. Objawy maniakalne jak natłok myśli, drażliwość i rozdrażnienie, pobudzenie psychoruchowe, impulsywność, zaburzenia snu, wielkościowe odczucia lub poczucie niezwykłej wartości, zachowanie stwarzające niebezpieczeństwo dla siebie.
3. Objawy lękowe jak nawykowa panika, intensywny i niedostosowany lęk, dysocjacja, paranoja, niezwykłe lęki i fobie (nietypowe pod względem treści lub nasilenia).
4. Znaczne niedostosowanie umiejętności regulacji uczuć.
5. Znaczna i wyraźna zmienność emocjonalna, która może (ale nie musi) być wyzwalana przez środowisko.

B. Wyraźne nieprawidłowości w kontaktach społecznych i rozwoju (objawy autystyczne) – co najmniej dwa z (A) i jedno z (B) lub (C).
(A) Jakościowe nieprawidłowości w kontaktach społecznych: 
1. Trudności w używaniu złożonych zachowań dotyczących komunikacji niewerbalnej (kontakt wzrokowy, ekspresja twarzy, postawa ciała, gesty regulujące kontakty społeczne).
2. Nieumiejętność nawiązania właściwych do wieku kontaktów społecznych.
3. Brak spontaniczności w dzieleniu się osiągnięciami, zainteresowaniami.
4. Brak wzajemności społecznej lub emocjonalnej.

(B) Jakościowe trudności w komunikacji.
1. Opóźnienie lub całkowity brak rozwoju mowy (nie jest związany z próbami rekompensowania przez alternatywne sposoby komunikacji jak gesty lub mimika).
2. Nieadekwatna mowa, zaznaczone trudności w inicjowaniu lub kontynuowaniu rozmowy.
3. Stereotypowe i repetytywne używanie języka lub idiosynkratyczny język.
4. Brak zróżnicowanej zabawy opartej na wyobraźni lub zabawa w udawanie niedostosowana do poziomu rozwoju.

(C) Ograniczone, repetytywne wzorce zachowań, zainteresowań lub aktywności.
1. Intensywne zainteresowanie jednym lub więcej stereotypowym wzorcem zainteresowań, nieadekwatne pod względem intensywności lub zasięgu.
2. Przywiązanie do specyficznych, niefunkcjonalnych czynności rutynowych lub rytuałów.
3. Stereotypowe, powtarzalne manieryzmy ruchowe.
4. Trwałe zainteresowanie elementami przedmiotów.

C. Zaburzenie procesów myślenia (objawy psychotyczne) – dwa lub więcej z poniższych.
1. Urojenia, włączając fantazje na temat własnych możliwości, „wstawianie” myśli, paranoidalne poglądy, zbytnie pochłonięcie przez fantazjowanie, fantazje wielkościowe na temat szczególnych mocy lub trudności w odróżnieniu prawdy lub fikcji.
2. Halucynacje i/lub nietypowe doświadczenia zmysłowe.
3. Objawy negatywne (anhedonia, spłycenie afektu, alogia lub awolicja).
4. Zdezorganizowane lub katatoniczne zachowanie jak objawy zaburzeń myślenia, łatwe uleganie konfabulacjom, niedostosowanie emocji lub ekspresji twarzy, niekontrolowany śmiech i inne nietypowe objawy.
5. Zdezorganizowana mowa.

Inne możliwe objawy, które nie są konieczne do diagnozy:
- Zaburzenia integracji sensorycznej.
- Zachowania kompulsywne i tiki.
- Zaburzenia uczenia się.
- Słaba zdolność do wydawania wyroku lub trudności w podjęciu decyzji.
- Trudności w ekspresji uczuć.
- Literalne tłumaczenia.
- Niewielka koncentracja.

Powyższe objawy muszą utrzymywać się przez co najmniej 6 miesięcy.